# Sigismond Stojowski
Sigismond Stojowski ou Zygmunt Denis Antoni Jordan de Stojowski (Kielce,Polônia, 4 de maio de 1870 - Nova Iorque, 5 de novembro de 1946) foi um pianista e compositor polonês.
Inicialmente estudou com sua mãe. Mais tarde foi aluno de Władysław Żeleński . Com 17 anos, foi o solista em uma apresentação do Concerto nº3 para piano de Beethoven, em Cracóvia.
No ano seguinte, mudou-se para Paris, onde estudou piano, com Louis Diémer, e composição, com Léo Delibes. Seu primeiro sucesso como compositor foi a Sinfonia em Ré menor, Opus 21, premiada no Concurso Musical Paderewski, em Leipzig, em 9 de julho de 1898. Mais tarde, o pianista e compositor Paderewski tornar-se-ia seu professor e amigo.
Em 1905, Stojowski emigra para os Estados Unidos. No Instituto de Arte Musical, em Nova Iorque, passa a ser diretor do departamento de piano. Em 1924, este Instituto, aliado à Juilliard Graduate School, passa a ser chamado Juilliard School of Music, afamada escola de música, onde Stojowski voltaria a ensinar em 1932, e de 1940 a 1946.
Compôs dois concertos para piano e orquestra, além de várias peças para piano solo. Em suas composições, segue a tradição romântica. O 'Chant d'amour', terceira peça dos 'Quatre Morceaux pour piano', Opus 26, foi incluído por Paderewski em seus recitais, realizados nos Estados Unidos, em 1907-1908. Até hoje é considerada como a mais bela composição de Stojowski.